# Baia di Dingle
La baia di Dingle (Dingle Bay in inglese) è una delle più grandi e importanti baie dell'isola d'Irlanda. 

## Descrizione
Situata nell'oceano Atlantico fra le due vaste penisole di Dingle e Iveragh, delle quali delimita rispettivamente le coste meridionale e settentrionale: il punto di partenza su Dingle è Slea Head, il punto finale su Iveragh Capo Doulus.
La baia deve il nome al villaggio di Dingle e all'omonima penisola su cui è situato. Altri centri importanti sono Castlemaine e Killorglin.
Nelle sue acque si è scatenato un fenomeno di attrazione molto particolare, ovvero la presenza di Fungi il Delfino, un animale ormai abituato alla presenza dell'uomo che attende pazientemente le barche di turisti pronti a dargli del pesce.
Curiosità: nel film "L'aquila solitaria", che racconta la prima avventurosa traversata aerea dell'Oceano Atlantico, in solitaria e senza scalo, effettuata nel 1927 da Charles Lindbergh, il protagonista, interpretato dall'attore James Stewart, dopo più di 33 ore di volo sull'oceano, scorge il primo lembo di terra europea proprio giungendo alla Baia di Dingle.

## Baie minori

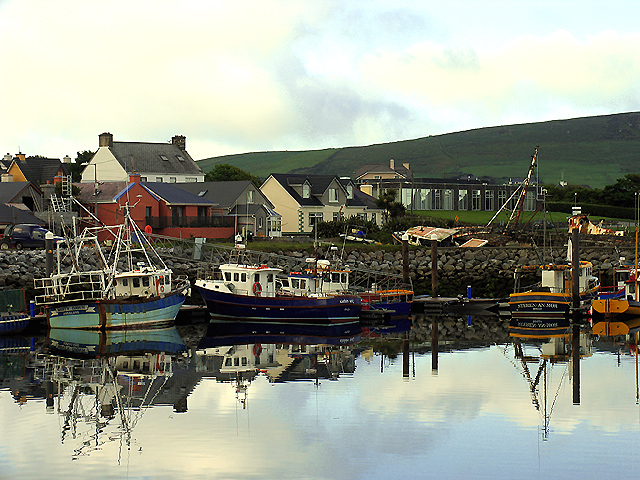
Dingle Harbour

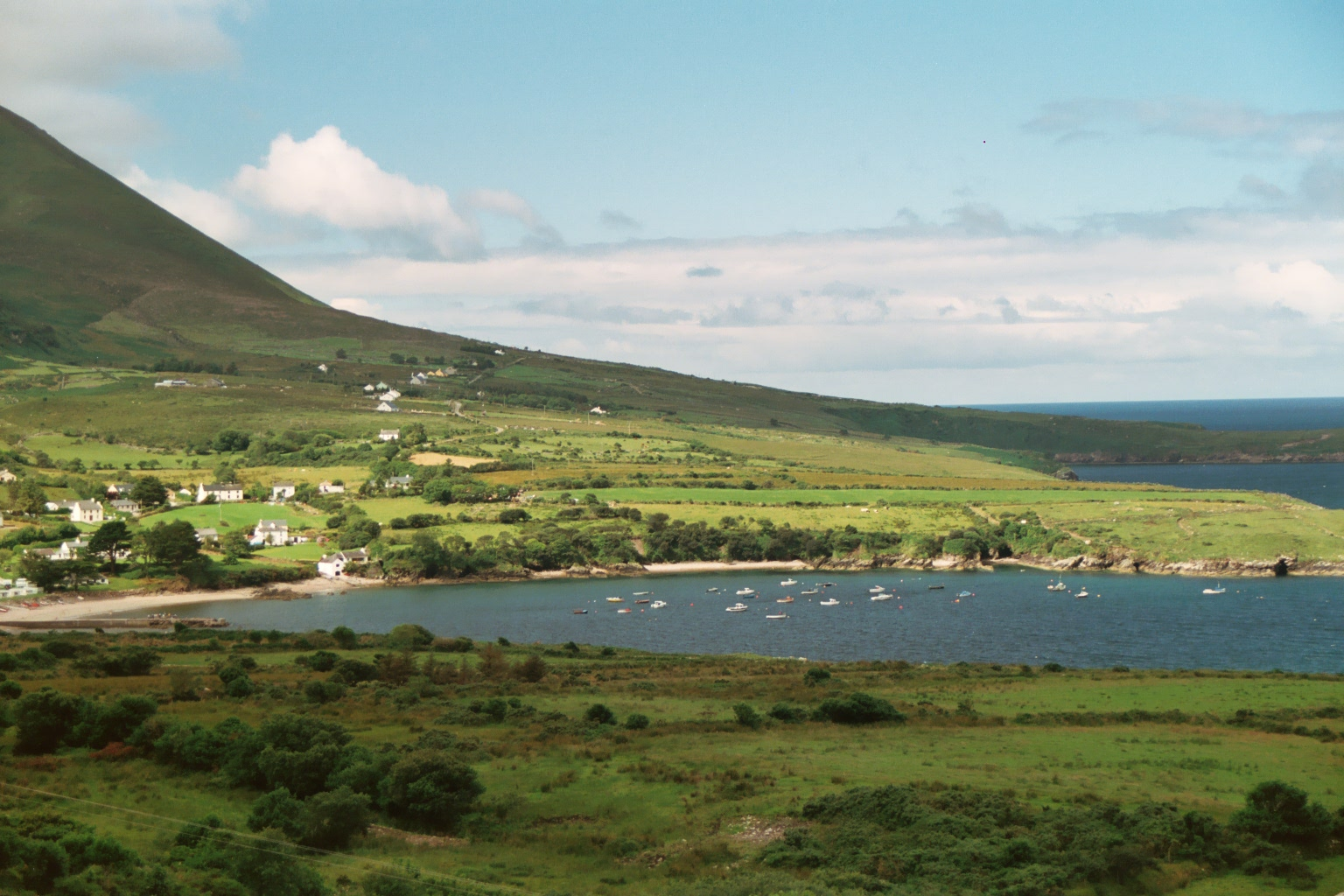
Baia di Kells

Le coste della vasta insenatura, lunga 40 km e larga dai 3 ai 20, sono tutt'altro che regolari e formano una miriade di baie minori tra le quali:
- - Ventry Harbour: è la prima partendo da nord-ovest, una piccola insenatura accanto all'imponente monte Eagles (516 m) con al centro l'omonimo villaggio di Ventry
  - Dingle Harbour: il porto naturale di Dingle una delle più famose fra le insenature minori, ed è delimitato da speroni rocciosi molto vicini che creano uno sbocco veramente ridotto. Una tozza penisola che culmina nel Cnoc na Ceathrún (169-metro (554 ft)[1]) lo separa dal resto della baia di Dingle. All'interno della rada è situato, oltre al villaggio di Dingle, anche quello di Milltown; si tratta di un luogo molto adatto per la pesca e gli sport a vela.
  - Castlemaine Harbour: è la più vasta e più interna delle baie minori, delimitata da due fasce di terra. In realtà l'insenatura è l'espandersi della foce del Maine. Prende il nome dall'omonimo villaggio di Castlemaine, qualche km nell'entroterra e sullo stesso fiume e, in caso di bassa marea, si riduce in maniera sensibilissima formando moltissime isole di secca.
  - Rossbeigh Creek: a seconda delle maree, diventa un semplice estuario di un piccolo fiume emissario del Lough Caragh
  - Baia di Kells: è l'altra delle più celebri, situata in pieno Ring of Kerry ed incastonata tra delle montagne di 600 metri vicine al mare, è molto usata per piccole imbarcazioni.